# Jürgen Press
Jürgen Press (Ingolstadt, República Federal de Alemania, 31 de octubre de 1965) es un entrenador de fútbol alemán. El último club que ha dirigido es a Deportes Valdivia de la Primera B de Chile.

## Carrera
Obtuvo su licencia B de entrenador en 1987, iniciando su carrera como director técnico del equipo juvenil de MTV Ingolstadt, donde estuvo a cargo del equipo C y B. En 1990 llegó al Bayern de Múnich, dirigiendo a varios equipos y siendo entrenador ayudante del equipo Sub-19 de Gerd Müller.
Trabajó en Cuba, Brasil, Panamá y Costa Rica en diversos proyectos deportivos. Entre febrero y marzo de 1997 fue parte del cuerpo técnico de Tauro Fútbol Club. Tras esto regresó a Alemania, siendo asistente del SSV Jahn Regensburg en la Regionalliga Süd.
En 2004 llegó a la banca del FC Ingolstadt 04, un elenco recién formado.  Permaneció cuatro temporadas con el equipo, siendo despedido a principios de 2008. En 2009 arribó al Wacker Burghausen, donde desempeñó los roles de entrenador y encargado de la gestión del club. Fue desvinculado en 2011, siendo reemplazado por Mario Basler.
En 2013 fue ayudante técnico de la selección de fútbol sub-20 de Nigeria, elenco que participó en el Mundial de Turquía.
Durante el año 2019 fue presentado como gerente técnico y entrenador del equipo Sub-19 de Deportes Valdivia en Chile. En octubre de ese año quedó como entrenador interino del primer equipo tras el despido de Arturo Norambuena, siendo ratificado como el entrenador definitivo.

## Trayectoria
Actualizado al 8 de octubre de 2020.
| Club              | País     | Año       | PJ  | PG | PE | PP | Rendimiento |
| ----------------- | -------- | --------- | --- | -- | -- | -- | ----------- |
| FC Ingolstadt 04  | Alemania | 2004-2008 | 122 | 64 | 30 | 28 | 60.66%      |
| Wacker Burghausen | Alemania | 2009-2010 | 43  | 13 | 10 | 20 | 37.98%      |
| Deportes Valdivia | Chile    | 2019-2020 | 16  | 4  | 7  | 5  | 39.58%      |
| Total             | Total    | Total     | 181 | 81 | 47 | 53 | 53.41%      |